# Snowboard
A snowboard (magyarul: hódeszka) táblaformájú, havon siklásra alkalmas, síléchez hasonlóan használt, de annál jóval szélesebb eszköz. Mára sportszerré vált.

## Története[1]

### Rézkor – 1864

#### Korai előzmények
A hódeszkához hasonlatos csúszó alkalmatosságok használatára a régmúlt időkből is kerültek elő bizonyítékok. Eleinte ez is inkább a közlekedés, mint a sport eszköze volt.

##### Lazboard vagy Petranboard
Törökország északkeleti, hegyvidéki részein telente még ma is használnak nagy méretű fa lapokat, melyeken állva, csúszva közlekednek a falvak között.

##### Ruariser Knappenrösser
Raurisvölgyi aranybányászok már a 16. században használtak egy hosszú falapot kapaszkodó kötéllel és kormányrúddal, amit Rauriser Knappenrösser-nek, vagy röviden Knappenross-nak hívtak. Állítólag a 19. században még versenyeket is rendeztek. Az eszköz megtekinthető a Mürzzuschlag Télisport Múzeumban.

##### Ritprätt
Wallisi parasztok a 18. század óta használtak a mai snowboardra kifejezetten hasonlító deszkát, melyen ülve vagy állva csúsztak le az Alpok lejtőin. Ezt nevezték „Ritprätt”-nek illetve „Rittpritt”-nek.

### 1864 – 1900

#### A téli sportok kialakulása
A 19. század közepére az ipari forradalom alatt meggazdagodott angolok a kiépült vasutak révén felfedezték maguknak a turizmust, így Svájc is úticéljukká vált. A svájci Alpok festői, ámbár ekkoriban még szegényes környezetében sok pásztor segítette hegyi-vezetőként a furcsa angol sportembereket, akik Európa legmagasabb csúcsait ostromolták. A megépülő vasutakon egyre többen jöttek, és elszállásolásukra rohamos tempóban épültek a szállodák, melyek viszont télen üresen álltak. 1864-ben St. Moritzban Johannes Badrutt, az egyik szállodatulajdonos rábeszélt egy fiatal társaságot, hogy töltsék ott a karácsonyt. Lóversenyt és fogathajtást rendezett nekik sílécen álló emberi fogatokkal. A vendégek kapva kaptak az ötleten, és sílift gyanánt lóval húzatták fel magukat a hegyoldalra. Végül a havon csúszkálás annyira tetszett az angoloknak, hogy húsvétig maradtak, és a következő télen St. Moritz összes szállodája tele volt. Ezzel megszülettek a havas sportok.

### 1900 – 1917

#### A Monogleiter
Az Alpok turisztikai fejlődése nem állt meg Svájc határain. A 19. század végére Franciaországtól Ausztriáig mindenhol megjelentek a turisták, és kiépült az infrastruktúra. E fejlődés részeként – valamikor a századfordulón – az osztrák lejtőkön megjelent Toni Lenhardt találmánya, a monogleiter. Ez volt az első, a hódeszkához hasonlatos sporteszköz. Olyan népszerűvé vált, hogy versenyeket is szerveztek, és 1914-ben Bruck an der Murban megrendezték az első monogleiter világbajnokságot is. A II. világháború után még volt egy rövid fellángolása, de az 1950-es évek végére teljesen eltűnt.

### 1917 – 1942

#### A Bunker
A következő említésre méltó eszköz a Bunker volt. 1917-ben egy 13 éves minnesotai fiú, Vern Wicklund átalakított egy lapos (tűzifa vontatására használt) szánkót, hogy azon állva is lehessen csúszni. 1939-ben két rokonával Gunnar és Harvey Burgesonnal közösen szabadalmat jegyeztetett be a kötéssel ellátott deszkára, mellyel oldalirányban csúsztak a havas lejtőkön.

### 1965 – 1977

#### A Snurfer éra
Az első tömegesen használt és kereskedelmileg is sikeres eszköz Sherman Poppen 1966-ban szabadalmaztatott Snurfere volt, mely a mai modern snowboard közvetlen előfutárának tekinthető, bár nem rendelkezett kötéssel. Poppen – aki egyébként vegyészmérnök volt és Michiganben, Muskegonban élt családjával – 1965. karácsony reggelén a várandós feleségét akarta kímélni, ezért az akkor 5 és 8 éves lányainak szeretett volna valami kültéri szórakozást. A kertvégi havas dombok adták az ötletet, melyek tökéletes állóhullámoknak néztek ki. A lelkes apuka összecsavarozott két sílécet, és az orr részre egy kötelet erősített kapaszkodónak. Szánkónak szánta ugyan, de amikor a lányai felállva csúsztak le a lejtőn, eszébe jutott, hogy mennyi a szánkóbaleset ahol fejjel előre rohannak fának. Erről viszont bármikor le lehet ugrani. Látva, hogy lányai mennyire élvezik, a következő hetet azzal töltötte, hogy a környéken felvásárolja az össze fellelhető vízisít. 
A csúszó alkalmatosságot Poppen felesége nevezte el „snurfernek”.
A snurferből hamarosan a környék összes gyereke szeretett volna egyet. Poppen kisipari módszerekkel elkezdte ugyan gyártani, de nem bírta a rohamot és inkább licencelte a gyártást a Brunswick Corporation-nek, akik azelőtt inkább bowling- és biliárdgolyóikról voltak ismertek.
A Snurfer – hála a Brunswick értékesítési hálózatának – gyorsan megtalálta a maga helyét a játékboltokban a labdák és kisvasutak között. Verhetetlen 5-15$-os árának köszönhetően (manapság[mikor?] 3-500 dollárt is megadnak a gyűjtők egy első szériás sárga-fekete csíkosért) az első tíz évben megközelítőleg egymillió darabot adtak el belőle.
Az 1960-as évek végétől már komoly versenysorozatban mérték össze tudásukat a snurferek. Az első „World Snurfing Classic”-ot Blockhouse Hill-en rendezték North-Muskegonban, 1968 februárjában, több mint 300 résztvevővel. Az első pénzdíjas verseny a „National Snurfing Championship” volt, amit a Muskegon State Park-ban rendeztek Muskegonban, Michigan államban.

### 1970 – 1980

#### A Winterstick, Burton és Sims
A verseny ösztönözte a deszkák technikai fejlődését, és 1970-ben Dimitrije Milovich elkészítette az első fémkantnival ellátott deszkát, majd 1972-ben céget alapított The Winterstick Company, Inc. néven Salt Lake Cityben. Miután szabadalmaztatta, 1975-től kereskedelmi célból gyártani kezdte. (Megjegyzendő, hogy bár a '90-es évek közepéig a szabadalmi oltalom őt illette, azt sosem érvényesítette más gyártókkal szemben.) Ebben az évben történt meg először, hogy egy az USA-ban országosan megjelenő lapban, a Newsweek Magazin márciusi számában egész oldalas cikk jelent meg a hódeszkáról (Milovich és a Winterstick kapcsán). 1977-ben Jake Burton Carpenter megjelent az első kötéssel ellátott snurfer-szerű hódeszkával, és megalapította vállalkozását Burton Snowboards néven. Eközben Tom Sims – maga is lelkes snurfer, valamint gördeszka- és szörfkészítő – rétegelt furnérlapokból kezdett deszkákat készíteni. Ezekből az olcsó lapokból rengeteget adott el, így a többiek is átvették a technológiát.
1979-ben Burton elment a Vermontban rendezett National Snurfing Championship-et megnézni, ahol többen biztatták, hogy induljon el a saját készítésű deszkáin. Mivel azonban a versenyt a snurfer gyártója szponzorálta, a kiírásban szerepelt, hogy csak szabvány "Snurfer" márkájú deszkákon lehet versenyezni. Ekkor egy sor versenyző állt ki amellett, hogy hagyják Burtont versenyezni, mire a szervezők csináltak egy "Open" divíziót, amiben végül csak Burton versenyzett.
Az újabb áttörés akkor következett be, amikor Burton, Sims és Milovich 1980-ban a sílécekhez hasonló szendvics-szerkezettel és a P-Tex talppal kezdték készíteni a deszkákat, ezzel megszületett a modern snowboard.

### 1982

#### A snowboard, mint versenysport születése
Paul Graves – aki már 1979-ben is a hangadók között volt, akik kiálltak Jake Burton mellett, hogy a saját készítésű deszkáján indulhasson a snurfer nemzeti bajnokságon és ugyanott nagy sikerű freestyle bemutatót is tartott  – 1982-ben megszervezte az első Snowsurfing Nemzeti Bajnokságot Vermontban (USA). A Suicide Six síterepen megrendezett verseny műlesiklásból (slalom) és lesiklásból (downhill) állt. A következő évtől U.S. Open név alatt futott Graves rendezésében, majd 1985-ben Burton vette át és átnevezte U.S. Open Snowboard Championships-re.

### 1983 – 1989

#### Az első freestyle verseny
Mark Anolik 1979-ben felfedezett egy lejtős árkot Tahoe City régi szemétlerakójában. Ide vitte el két évvel később Mike Chantry Tom Sims-t és Terry Kidwell-t. A behavazott árok ideális félcső volt, amelyben Terry Kidwell már az első lecsúszáskor több trükköt is beadott. A következő évben Tom Sims a kaliforniai Soda Springs-ben Sims Worlds néven félcső-versenyt rendezett, ezzel pedig megszületett a freestyle snowboard.

#### Az első Banked Slalom
1985-ben megtartották az első Mt. Baker Banked Slalom versenyt a Washington-állambeli Mt. Baker síterepen, amit Tom Sims nyert meg. A több mint harminc évre visszatekintő versenyt azóta is minden évben megrendezik.

#### Az első freestyle deszka, cipő és valódi világbajnokság
Ebben az évben kezdte el Sims az első lekerekített végű, kétirányú freestyle deszka, a Terry Kidwell nevével fémjelzett modell árusítását.
1986-ban mutatta be a Burton Snowboards az első fűzős, puha snowboard-cipőt és ekkor rendeztek először Európában is „világbajnokságot”. Mindjárt kettőt: egyet a svájci Ennsdorf/St. Moritz-ban, egyet pedig az olaszországi Livignoban. Ezek mellett az időközben Soda Springs-ből Breckenridge-be költöztetett amerikait is megtartották.

#### Az első világkupa és nemzetközi sportági szakszövetség
Az 1987-88-as szezonban az Észak-Amerikai Snowboard Társaság (NASA) és a Snowboard Európai Társasága (SEA) együttműködésében megszervezték az első világkupát két európai és két észak-amerikai versennyel.
1989-ben megalakult a sportág nemzetközi szabályozó szövetsége, az Internatonal Snowboard Association (ISA), mely egy évvel később a Hivatásos Snowboardosok Nemzetközi Társaságával (NAPS) egyesülve az International Snowboard Federation-é (ISF) alakult át.

### 1990 – 1994

#### Szabadalmi vita és az első snowpark
1990-ben Jake Burton megvásárolta Bob Webber „sídeszka” szabadalmát és megpróbálta megzsarolni vele a többi gyártót. Az éves árbevételük 3%-át követelte. A hatalmas felzúdulást látva visszakozott és később megpróbálta letagadni az egészet – noha ügyvédi felszólítások tucatjai voltak rá bizonyítékként – azt állítva, hogy „ő csupán meg akarta védeni az iparágat a szabadalom megvásárlásával”.
Ugyanebben az évben építették meg a coloradói Vail síközpontban az első hódeszka-parkot.

#### A boardercross feltalálása
1991-ben Steven Rechtschaffner és Greg Stump a Greg Stump’s World of Extremes tv-sorozat 8. epizódjához építettek egy krosszpályát a Blackcomb Mountain síközpontban. Az általuk feltalált boardercross (BX) a műsor után annyira népszerű lett, hogy szerte a világon versenyeket kezdtek rendezni, és ez a snowboardcross (SBX) 2006-os olimpiai debütálásához vezetett.

#### Az első ISF VB és a FIS megjelenése a sportágban
1993-ban az ausztriai Ischgl-ben rendezték meg az első hivatalos, az ISF által meghirdetett világbajnokságot.
1994-ben a Nemzetközi Síszövetség (FIS) felvette sportágai sorába a snowboard-ot és megalkotta saját szabályait.

### 1995

#### Az első Freeride verseny és következményei
Az Új-Zélandi Mt. Cook nemzeti parkban először 1995-ben megrendezett, legendás World Heli Challenge volt az első nemzetközi szintű freeride verseny, illetve a 2004-ig kizárólag snowboardosoknak megrendezett Verbier Extreme Svájcban, melyből az elsőt még 1996-ban rendezték.
2006-ban három freeride versenyrendező megbízott nyolc prominens ridert (Cyril Neri, Steve Klassen, Mitch Toelderer, Flo Orley, Aurélien Ducroz, Phil Meier, Ian McIntosh, Martin Winkler) egy versenysorozat szabályainak és rangsorrendszerének kidolgozásával. A csoport azóta Pro Freeriders Board néven működik. A három versenyrendező két továbbival kiegészülve 2007-ben azután útjára bocsátotta a Freeride World Tour-t (FWT) és a lebonyolításra létrehozta az FWT Management SA-t. Az FWT kvalifikációs versenysorozatot is létrehozott Freeride World Qualifiers (FWQ) néven, majd Cyril Neri vezetésével 2011-ben útjára indították a 14-17-éves utánpótlás számára a Freeride Junior World Tour-t. Ez 2013-ban egyesült az amerikai kontinensen zajló hasonló korosztályos versenysorozattal és még ebben az évben megrendezték az első Freeride Junior World Championships-t, melyet azóta évente megrendeznek.

### 1998

#### A snowboard olimpiai sportág
A sportág feletti hegemónia kérdését a NOB döntötte el, akiknek kellett ugyan a snowboard, de nem szerettek volna a tagok között helyet szorítani egy újabb nemzetközi szövetségnek. (A szabados, alulról szerveződő hódeszkásoknak meg végképp nem.) Ezért 1995-ös döntésük értelmében a snowboard olimpiai sportág lett ugyan, és az 1998-as Nagano-i Téli Olimpia programjában az óriás-műlesiklás illetve a félcső is szerepelt, de a lebonyolítással, valamint a kvalifikációval a NOB kizárólagosan a FIS-t bízta meg.
Egyes riderek – élükön a háromszoros ISF világbajnok Terje Håkonsennel – ezt a döntést nehezen fogadták el. Annyira, hogy Håkonsen nem is volt hajlandó részt venni a FIS kvalifikációs versenyein, emiatt a félcsőben legesélyesebbnek tartott versenyző nem indulhatott az olimpián.
Ezek után az ISF egyre inkább teret vesztett és 2002-ben beszüntette tevékenységét.
2002-ben a Salt Lake City-ben rendezett olimpián az óriás-műlesiklást paralel óriás-műlesiklásra (Parallel Giant Slalom [PGS]) cserélték.
A 2006-os torinói téli olimpián volt először snowboardcross (SBX). A 2014-es szocsi téli olimpia programjában már a slopestyle (SBS) és a parallel slalom (PSL) is szerepelt. Ez utóbbi helyett 2018-ban Big Air (BA) versenyszámot rendeztek.

### 2002

#### A TTR és a WSF megalapítása
Az ISF megszűnésével egyidőben Terje Håkonsen kezdeményezésére az iparágban érdekelt vállalkozások, pro riderek (hivatásos versenyzők) és versenyszervezők konzorciuma megalapította a Ticket To Ride World Snowboard Tour-t (TTR), amelyet egyesületként jegyeztek be Svájcban.
A TTR a freestyle versenyek piaci pozicionálására koncentrált, és ebben sokkal nagyobb sikereket ért el, mint a FIS, amelynek freestyle világkupa futamain és világbajnokságain kizárólag az olimpiai kvalifikáció évében jelentek meg a profi versenyzők.
A TTR 2002-es létrehozásakor a kilenc legjelentősebb verseny (Nissan X-Trail Jam, Nokia Air & Style, O’Neill SB Jam, Burton European Open Snowboarding Championships, Champs Open, Vans Triple Crown of Snowboarding, The Battle, Quiksilver Slopestyle Pro, US Open Snowboarding Championships) egyfajta kupasorozatba fűzése volt a cél, amelynek megkoronázásaként a legjobb riderek meghívást kaphattak a Terje által szervezett Arctic Challenge-re, amely mintegy a tour döntője volt.
A kilencversenyes szisztéma az Arctic Challenge-el, mint döntővel három szezont élt meg, majd 2005-ben bevezették a versenyek csillagozását és a ranglistát. Ennek eredményeként a 2005-2006-os szezonban összesen 67 különböző szintű esemény csatlakozott a sorozathoz, és ekkortól már a lányok is megmérkőzhettek egymással, amire addig a TTR sorozatban nem volt lehetőségük.
A nagy médiaérdeklődés oda vezetett, hogy komoly összegek folytak be a sportágba, esetenként több tízezer dolláros pénzdíjakat eredményezve. Mindezek hatása a sportág fejlődésére vitathatatlan és korábban lehetetlennek tűnő trükkök kidolgozására és beadására késztette a ridereket.
A TTR indulásának évében, egészen pontosan 2002. augusztus 10-én Münchenben 14 ország küldöttei (köztük a MSBSZ-t képviselő magyar küldöttek) alapították meg japán és norvég kezdeményezésre a Snowboard Világszövetséget (WSF), az ISF után maradt űr kitöltésére. A TTR csillagozási rendszerének bevezetése után a WSF és a TTR megegyezésével a WSF teljes egészében átvette az 1-3 csillagos „amatőr” versenyek felügyeletét, amelyekre azután ráillesztette a saját utánpótlást célzó versenysorozatát a World Rookie Tour-t.
Bár a TTR és a WSF pozíciói a freestyle snowboard világában sokkal erősebbek a FIS-nél, a WSF-nek az olimpiai kvalifikáció átvétele nem sikerült. Az évezred első évtizedét a FIS és a WSF-TTR alkotta csoport közötti kommunikáció hiánya jellemezte, miközben a tagság részben fedésben volt egymással. A szervezetek között a helyzet 2011-re konszolidálódott annyira, hogy a TTR vezetőségének javaslatára, a slopestyle olimpiai versenyszámmá avanzsálásának kapcsán a TTR és FIS között tárgyalások kezdődtek freestyle versenyszámok olimpiai kvalifikációs versenyeinek megosztásáról, illetve közös értékeléséről. A megegyezés hatására a három szervezet támogatásával kidolgozták a Snowboard Világranglistát (World Snowboard Point List [WSPL]), amely miután súlyozva tartalmazza minden szervezet versenyeinek eredményét, valós képet ad az egyes versenyzők helyzetéről a nemzetközi rangsorban.
2015-ben a WSF útjára bocsátotta a WSF World Banked Slalom Tour-t.

### A snowboard fejlődése a 2010-es években
A snowboard az elmúlt 40 évben a legdinamikusabban fejlődő téli sportággá nőtte ki magát. Észak-Amerikában egy 2010-es felmérés szerint már a vendégek 50%-a hódeszkával csúszott. A sport Japánban is hasonlóan népszerű volt. Európában ez az arány ekkor 25-40% között mozgott. Kivételt képezett Norvégia, ahol a snowbord ekkor már népszerűbb volt, mint az alpesisí. Magyarországgal kapcsolatban nincsenek pontos statisztikák, de az iparág szakértői 50 000 körülire becsülik az évente deszkát csatoló magyarok számát.
Az évtizedben megrendezett két olimpián (Szocsi és Phjongcshang) is növelték a sportág versenyszámainak számát, és a snowboard-versenyek mindkét olimpián a legnézettebbek közé tartoztak. A szociális médiában messze a legtöbb interakciót váltotta ki a snowboard az olimpia alatt. Phjongcshangban ez több mint 38 milliót jelentett, 13 millióval meghaladva a következő sportágat (műkorcsolya). Hasonlóképpen a követők számának emelkedésében is a snowboard versenyzők jeleskedtek.

## A magyar elnevezés körüli vita
A Magyar Snowboard Szövetség 1993-ban alakult meg és az ISF tagszervezeteként működött. Miután a Nemzetközi Síszövetség átvette a sportág irányítását, a Magyar Síszövetségben is alakult egy „Hódeszka” szakág. A magyar versenyzők sem az elnevezést, sem a síszövetség felettes jellegét nem támogatták, így hosszas huzavona után a szakág „kivált” a síszövetségből, és az MSBSZ-be „olvadva” létrejött az új országos sportági szakszövetség, mely a sporttörvény erejénél fogva Magyar Snowboard Szövetség néven, kizárólagosan képviseli a sportágat. Az olimpia kapcsán a MOB, a síszövetség és több újságíró elkezdte terjeszteni a „hódeszka” elnevezést. A terjedés lassúságában közrejátszott, hogy a havas sportokat többnyire külföldön űzik a magyarok, ahol szinte kizárólag az angol megnevezéssel találkozhattak, továbbá a kereskedelem nagy része sem volt hajlandó átállni a magyar elnevezésre, így „hódeszka bolt” helyett „snowboard shopban” lehet az ott konzekvensen „snowboard”-nak nevezett deszkákat megvásárolni, esetleg az ország minden pontján megtalálható „snowboard-kölcsönzőből” ki is lehet kölcsönözni.
A MOB még tett néhány kommunikációs próbálkozást a Szocsi Téli Olimpia alatt, de a Snowboard Slopestyle köztévés „Hódeszka Lejtőstílus” tükörfordítása nem váltott ki bíztató reakciókat. Ezek után a MOB is változtatott álláspontján, és a 2015-ös Vorarlbergi Téli EYOF, valamint a 2016-os Lillehammeri Téli Ifjúsági Olimpia kapcsán már ők is a magyar „snowboard” csapat sikereiről számoltak be.
Az MSBSZ elnöksége 2020.09.18-án hozott határozatában „Sportszakmai Bizottság és a Szövetség szakmai vezetésének javaslata alapján a Szövetség Elnöksége a Nemzetközi Sí Szövetség (FIS) által használt hivatalos angol nyelvű kifejezések mellett döntött”.
Az angol elnevezés a világ legtöbb helyén annyira egyeduralkodóvá vált, hogy egyelőre még a legtöbb kifejezésre saját anyanyelvi szót megalkotó németben és franciában sem honosodtak meg a tükörfordítások.

## Szakágak

### Hardbooters
Az összefoglalóan „hardbooter”-nek (kemény bakancsosnak) nevezett szakág magában foglalja az eredeti, a sportág esszenciáját őrző, bár mára már inkább csak a versenyzők által űzött „alpin” snowboardot és a free-carvingot.

#### Alpin snowboard
A snowboard összes válfaja közül ez áll legközelebb a síeléshez. Legalábbis annyiban, hogy itt is a lesiklás sebességének élvezetén, a technika tökéletességén és a deszka minden rezdülésének kontrollján van a hangsúly. Mindemellett ennek a deszkatípusnak a fejlődéséből profitált a legtöbbet a síelés, hiszen a mára már hétköznapi, de nagyon fontos újításokat, mint például a sidecut radiust, avagy a fordulást elősegítő íveket a deszkák és lécek oldalán, a hódeszkások fejlesztették ki.
A snowboard „speed” versenyszámok, melyek közé az alpin számok mellett a boardercross is tartozik, nevükhöz illően a sebességről szólnak. Manapság versenyeket műlesiklás (slalom – SL), párhuzamos műlesiklás (parallel slalom – PSL), valamint óriás-műlesiklás (giant slalom – GS) és párhuzamos óriás-műlesiklás (parallel giant slalom – PGS) versenyszámokban rendeznek. Röviden összefoglalva, az összes versenyszám lényege, hogy a versenyzők a lejtő tetejéről indulva, a kék vagy fekete, illetve piros vagy sárga kapukat a megfelelő irányból kerülgetve a lehető leggyorsabban jussanak le a lejtő alján található célig. A párhuzamos versenyszámok esetén mindezt párosával egyszerre indulva, egymás ellen küzdve kell teljesíteni, és a továbbjutás a döntő felé egyenes kieséses rendszerben történik.
Alpin versenyszámok kizárólagos szabályalkotó nemzetközi szervezete a Nemzetközi Síszövetség (FIS). Más nemzetközi szervezet égisze alatt nem szerveznek ilyen versenyeket.
Az alpin snowboard az évezred első évtizedének közepére sokat veszített népszerűségéből, aminek hatására a nagy síléc- és snowboardgyártók beszüntették az ilyen típusú deszkák gyártását, de mivel a versenysport fennmaradt, helyüket mára a főként versenyzőket kiszolgáló, specializált, egyedi deszkákat fejlesztő és gyártó manufaktúrák vették át, amelyek a folyamatos fejlesztésekkel igazi high-tech technikai sporttá tették ezt a szakágat. A világkupában részt vevő jelentősebb deszkakészítők a Kessler, a világbajnok Sigi Grabner féle SG-Snowboards, az APEX, az Oxess, illetve a kétszeres olimpiai bajnok Philip Schoch-hoz köthető BlackPearl, továbbá a nagy visszatérő, már többször csődbe ment, legendás F2. Rajtuk kívül készítenek ilyen deszkákat az USA-ban, Japánban, Koreában és Szlovéniában is.
A modern versenysnowboardok alumínium (Titanal™) valamint üveg- és/vagy szénszálas szövet alkotta kompozit anyaggal borított famagból, jó vaxmegtartó képességű vagy nano-P-Tex™ talppal készülnek. Rádiuszuk 11-18 méter. Az alumíniumra a nagy menetsebességnél fellépő rezonancia csillapítása és a kanyarokban a jobb ívtartás, így a kemény, jeges pályákon a jobb éltartás miatt van szükség, amit a fém rossz rugózása és 360°-os torziós nyúlása segít elő. Az utóbbi években elterjedt platnik, miközben stabil talapzatot képeznek a ridernek, szabadon engedik a deszkát az ideális ívre hajlani, elősegítve a tökéletes élvezetést a kanyarokban. A kemény kötés és cipő is a deszka, valamint főleg az élek direkt irányítását segítik elő. A kötések állásszöge hegyes, a deszkák egyirányúak, hajlításuk „camber”.

#### Free-carving
A free-carving és extreme-carving a snowboard longboardos hagyományaihoz tér vissza. A sebesség és az extrém trükkök helyett az ívhúzás szépségére helyezi a hangsúlyt. Ehhez a hosszú és keskeny deszkák a legalkalmasabbak, egészen hegyes szögű kötésállásokkal. A riderek szinte felfekszenek a pályára kanyarodás közben. A legextrémebb változata a síléc keskenységű skwal.

### Softbooters
A merev műanyag héjtól eltérően a puha bakancsok (softboots) ugyan kevésbé segítik a deszka pontos irányítását, viszont rugalmasságuknak köszönhetően jobban csillapítják az ugrások végén a leérkezéskor fellépő erőhatásokat.

#### Freestyle
A sportág legismertebb és legkedveltebb ága. Népszerűségét mutatja, hogy komoly sípályarendszer ma már elképzelhetetlen kidobókat (ugratókat), korlátokat, dobozokat és egyéb elemeket felvonultató park nélkül. A szabadstílus mainstream, hivatalos sípályákra korlátozott világa mellett hamar kialakult az underground extrém közössége is, akik szinte bárhol, városban (Jib), erdőben (Pow), akár kevés hó megléte esetén is hódolnak kedvenc sportjuknak. Jelentős az underground körül kialakult szubkultúra is.
A freestyle deszkák kétirányúak, szendvicsszerkezetük üvegszál borítású magból és főképp gyenge vaxtartású, de strapabíróbb extrudált talpból áll. A mag az olcsó tömegdeszkáknál keményhabból, míg a drágább, minőségi deszkáknál fából készül. A kantnik élét az oldalirányú csúszás elősegítésének érdekében lereszelik. A kötések állásszöge változatos, a kötések a deszka közepétől azonos távolságra helyezkednek el. A deszkák hajlítása rendkívül változatos (camber, rocker, hybrid, flat stb.).

#### Boardercross
A boardercross deszka anyagában és felépítésében megegyezik a modern alpin-versenydeszkákkal. A kötések és cipők valamivel keményebbek a freestyle-hoz használtnál, hogy nagy sebességnél is biztosan lehessen irányítani a deszkát. A boardercross egy csoportos versenyszám, ahol 4-6 versenyző indul egyszerre, és küzdi le magát egy döntött kanyarokkal és ugratókkal nehezített pályán. A cél itt is elsőként áthaladni a célvonalon.

#### Freeride
A freeride a tapasztalt riderek sportja. Kiépítetlen, többnyire szűzhavas lejtőkön, extrémebb változataiban szakadékokkal tűzdelt hegyoldalakon való lesiklást jelent. Szépsége mellett rengeteg veszélyt is rejt. A lavinák, a hóréteg alatt megbúvó sziklák, faágak és egyéb veszélyforrások miatt nagy tapasztalat és helyismeret, ezek hiányában szakképzett túravezető szükséges az űzéséhez. A freeride deszkák hasonlóak a freestyle deszkákhoz, de a mély hóhoz alkalmazkodva szélesebbek annál. Többnyire egyirányúak (különösen a porhóhoz készült deszkák), a kötések közötti felezőpont a deszka középpontjához képest a deszka vége felé van eltolva, ezzel is csökkentve a deszka orrára nehezedő nyomást, és így a hóba fúródás veszélyét.

#### Splitboard
A splitboard a túrasí snowboard megfelelője. Szétszedhető sílécekre, de lehet használni rendes snowboardként is. Jeremy Jones népszerű filmjei tették ismertté. Egyesíti a telemark-túrasízés és a snowboard előnyeit. A lényege egy hosszában kettévágott snowboard, amit szét lehet szedni és össze is lehet kapcsolni. Ha szétszedjük, és a kötéseket elforgatjuk, akkor egy széles sítúraléc-szerű eszközt kapunk, amire fókabőrt ragasztva feltúrázhatunk a legnagyobb szűzhóban is a hegyre. Ha felértünk, ott összekapcsoljuk a két lécet és így egy snowboardot kapunk, tehát lefelé már deszkán csúszhatunk. A splitboardok javítják a snowboard azon „hibáját”, gyengeségét, hogy mivel mindkét láb fixen a deszkához van erősítve, a snowboardosok nem tudnak hegyet mászni úgy, mint a síelők. A splitboardozás 1990-es évek közepén kezdődött és azóta növelte népszerűségét. 1991-ben Brett "Kowboy" Kobernik hozott egy nyers prototípust az első splitboardról Mark "Wally" Wariakoisnak, aki a Voile feltalálója volt. Ebben az időben Wally intenzíven fókuszált a síelés innovációjára, de látta a jövő sikerét Kowboy nyers designjában. A következő pár évben Kowboy és Wally finomítottak az ötleten, és 1994-ben piacra dobták az első „DIY Voile Split Kit”-et. Ez volt a splitboard forradalom kezdete.

## Alapfogalmak

### Részek és paraméterek

#### a deszka részei és paraméterei
- orr – a deszka eleje
- derék – a deszka közepe
- hátsó rész – a deszka hátulja
- él, kantni – a deszka fémmel szegett éle
- hosszúság – a deszka orrától a végéig mért távolság
- híd – a derék földtől való elemelkedése
- futófelület hossza – a deszka csúszófelülete
- tényleges élhossz – az él hasznos hossza
- szélesség – három helyen adják meg: az orrnál, a deréknál és a hátsó résznél
- az oldalív sugara – mekkora ívben fordul a deszka
- rugalmasság
- terpesz – a két kötés közti távolság
- felső réteg – a deszka teteje
- felső szövet – az erő elnyelése a feladata
- mag – az alsó és felső szövet egymástól való távol tartása a feladata
- alsó szövet – a szakítószilárdsága fontos
- talp – ez a rész érintkezik a hóval
- oldalfal – lezárja a felső- és alsó réteget + az élet

#### a kötés részei és paraméterei
- kemény kötés – alpesi stílushoz, fémcsatokkal rögzül a bakancs a deszkához
- puha kötés – hótaposó-szerű csizmát csatol a deszkához

#### a cipő
- kemény – hasonlít a sícipőhöz, csak más irányba merev
- puha – belül hab, kívül bőr

## Trükkök
(A teljesség igénye nélkül)

### „Lebegő” trükkök
- ollie-k – ez sok aerial trükk alapja. Hasznos továbbá kis akadályok (buckák) átugrásához.
- air to fakie – ez a trükk valójában egy ollie, 180 fokos fordulattal a levegőben.

### „Felszín” trükkök
- whillie – ebben a trükkben úgy egyensúlyoz a rider, hogy a deszkának csak egyik vége van a havon. Ez a trükk segíthet a landolási technika fejlesztésében.
- butter – ez a trükk teljes fordulatok sorozatából áll.
- nose- és tail roll – ebben a trükkben úgy fordul meg a deszka, hogy közben az orr / a hátsó rész a havon marad.

### „Korlát” trükkök
- 50/50 grind – ezt a trükköt korláton vagy egyéb tárgyakon lehet végrehajtani. A trükk közben a deszka teljes felülete felfekszik a korlátra, párhuzamos vele. Ez a legegyszerűbb grind/csúszás.
- rock-n-roll grind – ez a csúszás a 50/50 grind testvére, csak itt a deszka merőleges a korlátra, vele 90 fokos szöget zár be.
- 180 grind – ez a csúszás magában foglal a sima 50/50 vagy rock-n-roll csúszáson kívül egy 180 fokos forgást mielőtt a korlátra érkezne a rider, miután a korlátról leugrik, esetleg mindkettő.
- five-o grind – ebben a trükkben a korláton való csúszás közben egy whilliet csinál a rider.

### „Félcső” trükkök
- már a félcsőben való csúszáshoz is speciális technika kell
- alley oop – ez egy alaptrükk a félcsőben. Végzése közben egy 180 fokos fordulatot tesz a rider a levegőben, amikor elhagyja a félcsövet.
- backside 720 – ebben a trükkben két teljes fordulatot tesz meg a rider a levegőben.